# Centrodoras
Centrodoras — рід прісноводних риб родини Бронякові ряду сомоподібних. Має 2 види.

## Опис
Загальна довжина представників цього роду коливається від 21 до 41 см. Голова велика і трохи сплощена з сильно окостенілим черепом. Очі маленькі. На морді є 3 пари вусиків. Тулуб кремезний, витягнутий. Перед спинним плавцем є добре розвинена кістяна пластина. Спинний плавець має 4 промені з шипом на першому. Уздовж бічної лінії є добре розвинені кісткові пластинки. Грудні плавці широкі, з сильними шипами. Черевні плавці маленькі. Жировий плавець невеличкий. Анальний плавець має коротку основу, трохи більше за жировий плавець. Хвостовий плавець витягнутий, сильно розрізаний.
Забарвлення сірувато-коричневе.

## Спосіб життя
Біологія недостатньо вивчена. Воліють до прісних водойм. Активні вночі. Вдень ховаються серед рослин, коренів і листя. Живляться дрібною рибою, молюсками, деякими водоростями.

## Розповсюдження
Поширені у басейнах річок Амазонка та Ріу-Неґру.

## Види
- Centrodoras brachiatus
- Centrodoras hasemani